# Krzysztof Aleksander Więckowski
Krzysztof Aleksander Więckowski herbu Drogosław –  poborca powiatu człuchowskiego, od 1713 ławnik człuchowski, właściciel Gockowic Jego ojcem był szlachcic Jan Więckowski